# Jénai Egyetem
A Jénai Egyetem (latinul: Alma Mater Jenensis, németül: Friedrich-Schiller-Universität Jena, FSU) a türingiai Jénában működik, több mint 20 600 hallgatóval (2009/10-es téli félév) és 340 professzorral.

## Karok
Az egyetemen tíz kar (teológia, jog, közgazdaságtan, filozófia, társadalomtudomány, matematika, informatika, fizika, csillagászat, kémia, földtudományok, biológia és gyógyszerészet, orvostudomány ) van, amelyekhez különféle intézetek tartoznak. Jelenleg 113 oktatási fokozat van.

## Története
Az egyetemet 1558-ban alapították; 2008-ban a 450 éves fennállását ünnepelte.
Mindenekelőtt arról ismert, hogy olyan romantikus teoretikusok találkozóhelye volt, mint Wilhelm és Friedrich Schlegel testvérek, valamint Novalis. 1934-ben Friedrich Schillerről kapta a nevét, aki egykor professzora volt.

## Magyar diákjai
- Benczur József (tanár)
- Dianiska Dániel lelkész
- Gömöry Dávid orvos, alkimista
- Segner János András orvos, természettudós

## Fordítás
Ez a szócikk részben vagy egészben  az   Università di Jena című olasz Wikipédia-szócikk ezen változatának fordításán alapul.  Az eredeti cikk szerkesztőit annak laptörténete sorolja fel. Ez a jelzés csupán a megfogalmazás eredetét és a szerzői jogokat jelzi, nem szolgál a cikkben szereplő információk forrásmegjelöléseként.